# Grete Minde (Film)
Grete Minde, auch geführt unter Grete Minde – Der Wald ist voller Wölfe, ist eine deutsch-österreichische Verfilmung der gleichnamigen Novelle von Theodor Fontane. Regiedebütantin Heidi Genée ermöglichte der 18-jährigen Katerina Jacob gleich in ihrem ersten Kinofilm die Haupt- bzw. Titelrolle.

## Handlung
Deutschland im frühen 17. Jahrhundert. Die minderjährige Grete Minde hat bereits in jungen Jahren viel durchgemacht. Ihre Mutter kommt aus Spanien, ihr Vater starb kurz nach ihrer Konfirmation. Gretes deutlich älterer Halbbruder ist Gerdt, dessen Ehefrau Trud Grete klar ablehnt. Einzig der Nachbarjunge Valtin, der sie bereits als Kind verehrt und geliebt hat, ist ihr ein guter Freund und Vertrauter. Trud Minde sieht die Beziehung der beiden mit Neid und Eifersucht und versucht das junge Glück zu hintertreiben. Sie behauptet sogar, dass in Grete „das Böse“ schlechthin steckt. Als Trud ihre Abneigung Grete gegenüber auf die Spitze treibt, entschließt die Halbwaise Grete, mitten in der Nacht mit Valtin durchzubrennen.
Drei Jahre lang verbringt das junge Paar eine glückliche Zeit bei drei fahrenden Puppenspielern, die mit ihren Aufführungen durch die Lande ziehen. Eines Tages wird Grete durch Valtin schwanger und bringt ein Kind zur Welt. Bald darauf erkrankt Valtin schwer. Da er seinen frühen Tod vorausahnt, bittet er die werdende Mutter, ihren Frieden mit ihren Leuten daheim zu machen und mit dem Kind nach Hause heimzukehren. Valtin stirbt, und Grete folgt seinem Wunsch zur Aussöhnung. Doch ihr Halbbruder Gerdt ist nicht bereit, die junge Mutter mit ihrem Kind im Schoß der Familie willkommen zu heißen und beide aufzunehmen. Auch ihren Wunsch, ihr dem Kind zuliebe wenigstens den Posten einer Magd zuzuschanzen, weist er zurück. Selbst als Grete ihn bittet, das ihr zustehende Erbe auszuzahlen, lehnt er ab. Sie geht vor Gericht und verliert den Prozess. Denn Gerdt hat einen Meineid geleistet, als er behauptete, dass Gretes Mutter nichts zum Minde-Besitz beigesteuert und Grete daher kein Anrecht auf ein Erbe habe.
Außer sich vor Zorn, von allen um ihr Glück und ihr Recht betrogen worden zu sein, zündet Grete nun die heimatliche Stadt Tangermünde an. Als das Feuer überall lodert, steigt Grete auf den bereits brennenden Kirchturm, mit dabei ihr eigenes Kind und das von Gerdt und Trud. Oben angekommen, blickt sie auf den Kirchplatz herab. Die Bevölkerung schaut hoch zu ihr auf, auch Gerdt ist unter diesen Menschen. Er soll, so ist es Gretes Wunsch, sie sehen, um ihm zu zeigen, wohin das von ihm begangene Unrecht sie getrieben habe. Dann stürzt der Kirchturm ein und die Stadt brennt bis auf die Grundmauern nieder. Auch Grete und die zwei Kinder sterben den grausamen Flammentod.

## Produktionsnotizen
Grete Minde wurde an 54 Tagen vom 4. September bis zum 3. November 1976 in Hornburg und Lüneburg gedreht. Die Uraufführung erfolgte am 28. Juni 1977 im Rahmen der Berlinale. Der Massenstart in den bundesdeutschen Kinos begann am 18. August 1977 in Mainz. Den Weltvertrieb übernahm die United Artists.
Die Bauten schuf Oscarpreisträger Hans-Jürgen Kiebach, die Kostüme wurden von Ingrid Zoré entworfen. Für die pyrotechnischen Effekte sorgte Karl Baumgartner. Hans Weth war Produktionsleiter.
Nach 61 Jahren beendete die Schauspielveteranin Käthe Haack mit Grete Minde ihre Kinofilmtätigkeit.

## Auszeichnungen
- Der Film erhielt das Prädikat „besonders wertvoll“
- Der Film erhielt im Rahmen des Bundesfilmpreises das Filmband in Silber, verbunden mit einer Prämie von 300.000 DM.
- Katerina Jacob wurde für ihre Leistung 1978 mit dem Bambi ausgezeichnet.
- Heidi Genée wurde auf der Berlinale 1977 für den Goldenen Bär nominiert.

## Kritiken
„Sehr behutsam ist Heidi Genée, bekannt als eine der besten Cutterinnen des deutschen Films, bei ihrem ersten eigenen Spielfilm mit ihrer literarischen Vorlage umgegangen. Zu behutsam. (…) Zwar weiß Heidi Genie in ihrer für einen Erstlingsfilm ungewöhnlich routinierten Inszenierung die Identifikationsmöglichkeiten ihrer Geschichte geschickt auszureizen, aber ihr mangelnder Mut, ihre Scheu vor Wahnsinn und Raserei heben den Film nie über das Niveau einer betulich-sauberen, bisweilen aseptischen Adaption hinaus.“

„Verfilmung einer kurz vor dem Ausbruch des 30jährigen Krieges spielenden Novelle von Theodor Fontane: Ein in streng protestantisch-puritanischer Umgebung lebendes Mädchen geht an der Intoleranz und Härte der Menschen zugrunde. Regiedebüt der renommierten Cutterin Heidi Genée, in schönen Bildern und ruhigem Rhythmus erzählt, aber in Schauspielerführung und Dramaturgie stellenweise sehr bieder.“